# Bunny chow

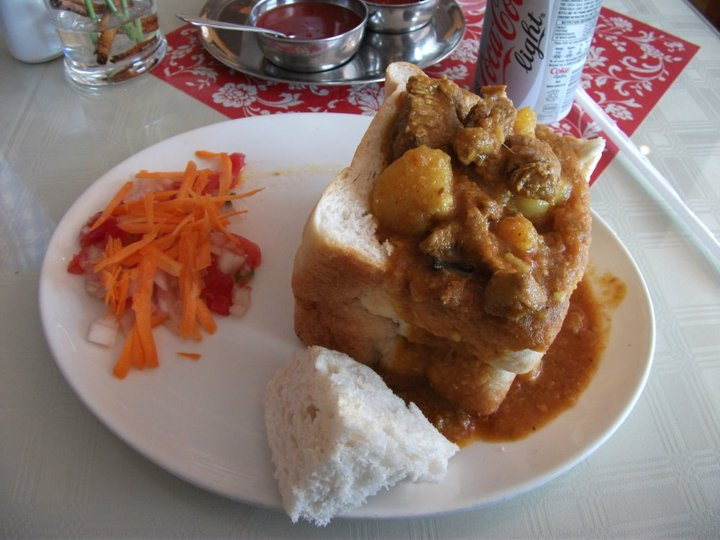
"Quarter" Bunny Chow met schaap

Bunny chow is een Zuid-Afrikaans fastfoodgerecht. Het bestaat uit een uitgehold stuk brood dat gevuld wordt met curry. Het komt oorspronkelijk uit de Indiase gemeenschap rond Durban. 
Het gerecht bestaat in meerdere varianten, afhankelijk van de curry waarmee gewerkt wordt (schaap, kip, bonen). 